# Stainton (South Lakeland)
Stainton – wieś i civil parish w Anglii, w Kumbrii, w dystrykcie (unitary authority) Westmorland and Furness. Leży 71 km na południe od miasta Carlisle i 353 km na północny zachód od Londynu. W 2011 roku civil parish liczyła 313 mieszkańców.